# Borkowice (Poméranie-Occidentale)
Pour les articles homonymes, voir Borkowice.
Borkowice est une localité polonaise de la gmina rurale de Będzino, située dans le powiat de Koszalin en voïvodie de Poméranie-Occidentale. Elle se situe à environ 13 km à l'ouest de la ville de Koszalin et 128 km au nord-est de la capitale régionale Szczecin.

## Géographie

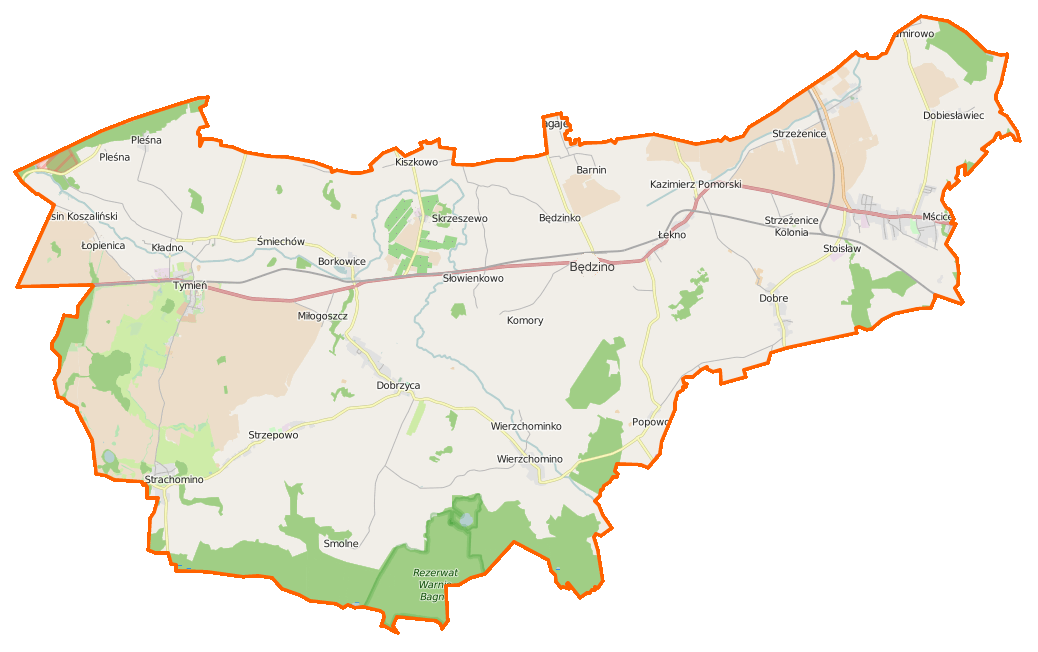
Carte de la gmina de Będzino.